# HD72943
HD72943 — хімічно пекулярна зоря спектрального класу A5, що має видиму зоряну величину в смузі V приблизно  6,3.
Вона  розташована на відстані близько 266,7 світлових років від Сонця.

## Фізичні характеристики
Зоря HD72943 обертається 
досить швидко 
навколо своєї осі. Проєкція її екваторіальної швидкості на промінь зору становить  Vsin(i)= 82км/сек.